# Оита (город)
О́ита (яп. 大分市 О:ита-си) — центральный город Японии, административный центр префектуры Оита. Расположен на острове Кюсю, на юго-западной стороне Внутреннего Японского моря.
Площадь города составляет 501,28 км², население — 477 593 человека (1 августа 2014), плотность населения — 952,75 чел./км².
Через город протекают реки Оно и Оита, образующие аллювиальную равнину Оита и впадающие в залив Беппу Внутреннего Японского моря.

## История
Более древнее название города — Фунаи (яп. 府内). В период Сэнгоку (XV—XVI века) Фунаи стал основным портом, через который велась торговля между Португалией и династией Мин (Китай). Контролировавший регион даймё Отомо Сорин принял христианство и стал первым, кто начал прививать на острова западные традиции и культуру. Именно в Фунаи возведена первая в Японии больница в европейском стиле и создан первый японский хор.

## Достопримечательности

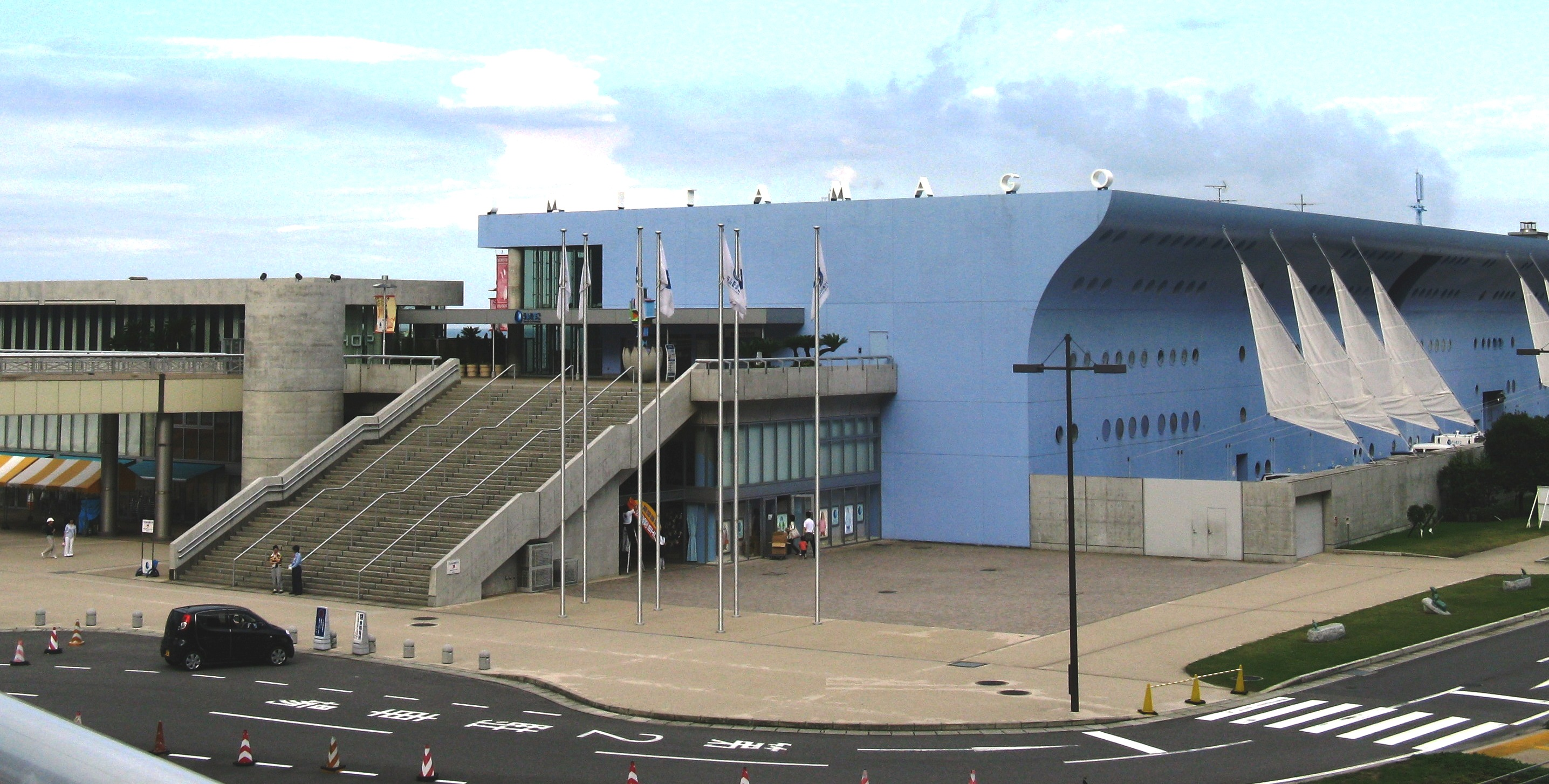
«Морской дворец» или «Уми тамаго»

Город находится в окружении горных плато, приморских сел и центров с геотермальными источниками онсэн. Горы Такасаки (яп. 高崎山) известны тем, что здесь обитают дикие японские макаки. Оита является, пожалуй, единственным местом, где развит промысел рыб семейства иглобрюхих.
Одна из главных достопримечательностей города — океанариум «Морской дворец», который также называют «Уми тамаго» (морские яйца). Большинство крупных событий проводится в стадионе Оита. В центре города, в основном, расположены разного рода торговые магазины.
В городе построен стадион с самым крупным в мире купольным перекрытием (его пролёт 274 метра, оно покрывает 43 000 зрительских мест).

## Города-побратимы
- Авейру, Португалия (1978)
- Ухань, Китай, (7 сентября 1979)